# Elephant Parade
Pour les articles homonymes, voir Éléphant (homonymie).

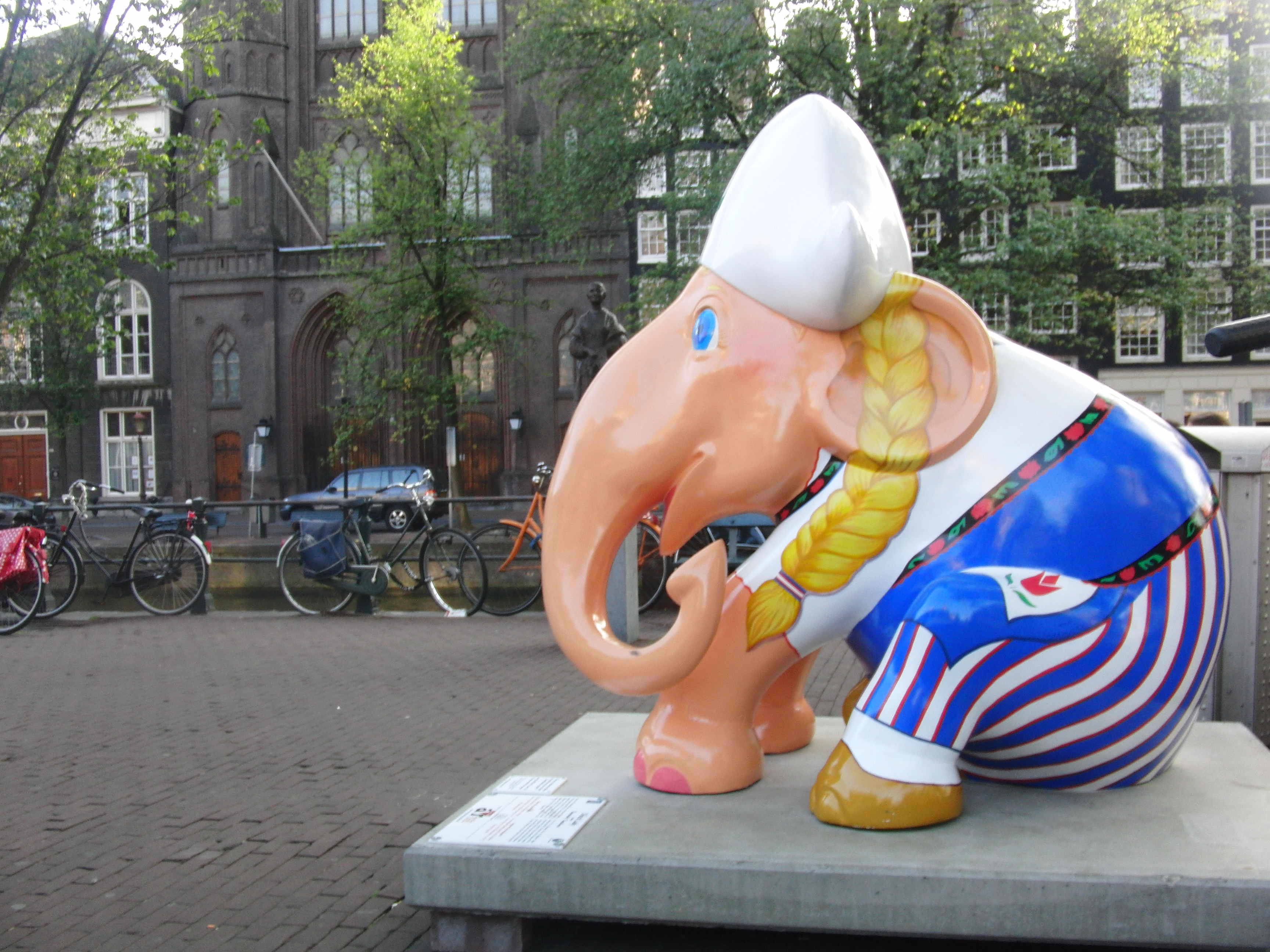
Parade d'éléphant à Amsterdam

La « Elephant Parade » est une exposition d'art en plein air composée de statues d'éléphants décorées par des artistes célèbres ou non et dont le but est de contribuer à la préservation des éléphants d'Asie et d’avertir le public des menaces qui pèsent sur leur existence. 
L'événement est créé par Mark et Mike Spitz en 2006. 